# Triplophyllum crassifolium
Triplophyllum crassifolium là một loài dương xỉ trong họ Tectariaceae. Loài này được Holttum mô tả khoa học đầu tiên năm 1986.